# Apalani
Apalani es una localidad del estado mexicano de Guerrero. Es parte del municipio de Acapulco de Juárez.

## Toponimia
El nombre «Apalani» proviene de los términos en náhuatl: atl, agua; palanqui, pútrido; lan, locativo. Su significado es «lugar de agua podrida».

## Demografía
| Gráfica de evolución demográfica |
|                                  |

| Censo | Población |
| ----- | --------- |
| 1900  | 49        |
| 1910  | 153       |
| 1921  | 42        |
| 1930  | 120       |
| 1940  | 93        |
| 1950  | —         |
| 1960  | 503       |
| 1970  | 356       |
| 1980  | 641       |
| 1990  | 741       |
| 2000  | 1 139     |
| 2010  | 1 371     |
| 2020  | 1 475     |